# Ernest Ohemeng
Ernest Ohemeng (Accra, 1º gennaio 1996) è un calciatore ghanese, attaccante del Marbella FC.

## Caratteristiche tecniche
È un'ala sinistra.

## Carriera
Cresciuto nelle giovanili del Rio Ave, ha esordito in prima squadra il 12 aprile 2014 in occasione del match di campionato perso 2-1 contro l'Olhanense.